# 책을 버리고 거리로 나가자
책을 버리고 거리로 나가자(書を捨てよ町へ出よう, Throw Away Your Books, Rally In The Streets)는 일본에서 제작된 테라야마 슈지 감독의 1971년 드라마 영화이다. 사사키 히데아키 등이 주연으로 출연하였고 테라야마 슈지 등이 제작에 참여하였다.

## 출연

### 주연
- 사사키 히데아키

### 조연
- 코바야시 유키코
- 타나카 후데코
- 히라이즈미 세이
- 니이타카 케이코